# Mark V. Erdmann
Mark Van Nydeck Erdmann (* Juli 1968), häufig als Mark V. Erdmann zitiert, ist ein US-amerikanischer Ichthyologe und Korallenriffökologe. Seine Arbeit konzentriert sich hauptsächlich auf das Management von Meeresschutzgebieten sowie auf die Erforschung der Biodiversität von Rifffischen und Fangschreckenkrebsen, das GPS-Tracking gefährdeter Haie und Rochen und die genetischen Netzwerke in Meeresschutzgebieten (MPA, Marine Protected Areas).

## Leben
Erdmann erwarb 1990 den Bachelor of Science an der Duke University. 1997 wurde er mit der Dissertation The ecology, distribution, and bioindicator potential of Indonesian coral reef stomatopod communities unter der Leitung von Roy L. Caldwell, Wayne M. Getz, Wayne P. Sousa und Donald P. Weston zum Ph.D. an der University of California, Berkeley, promoviert.
Erdmann ist stellvertretender Leiter der Asien-Pazifik-Meeresprogramme sowie Vizepräsident und leitender Berater des indonesischen Meeresprogramms von Conservation International (CI). Daneben ist er emeritierter Kurator der naturgeschichtlichen Abteilung des Royal Ontario Museum sowie wissenschaftlicher Mitarbeiter der California Academy of Sciences und ist in den Vorständen mehrerer Nichtregierungsorganisationen tätig, die im Korallendreieck arbeiten, darunter Yayasan Kalabia, Reef Check Indonesia und der Manta Trust. Er war zudem wissenschaftlicher Berater bei zahlreichen naturkundlichen Dokumentarfilmen für die BBC, den National Geographic Channel und NHK.
Seine hauptsächliche Aufgabe besteht darin, die Schwerpunktprogramme von CI im asiatisch-pazifischen Raum strategisch zu leiten sowie technische und finanzielle Unterstützung zu leisten. Dazu gehören insbesondere Initiativen zur Verbesserung des Schutzes und der wissenschaftlich fundierten Bewirtschaftung der äußerst vielfältigen Küsten- und Meeresressourcen des Raja-Ampat-Korridors innerhalb der Bird’s Head Seascape in Papua-Neuguinea (ab 2004), das Rahmenprogramm Pacific Oceanscape sowie die Meeresprogramme in China, den Philippinen, Timor-Leste, Papua-Neuguinea, Neukaledonien, Samoa und die Korallendreieck-Initiative (CTI). 2014 leitete er auch ein Team von Conservation International, das mit der Regierung der Republik Indonesien zusammenarbeitete, um das weltweit größte Mantarochenschutzgebiet auszuweisen.
Erdmann erhielt 2004 ein Pew Fellowship in Marine Conservation für seine Arbeit im Bereich der Meeresschutzerziehung und -schulung für indonesische Schulkinder, Pressevertreter und Ordnungskräfte. Erdmann lebte mit seiner Frau Arnaz Mehta, die er 1997 heiratete, und seinen drei Kindern Mica, Brahm und Cruz in Indonesien, insbesondere auf Bali, und ließ sich 2014 in Auckland, Neuseeland nieder, wo er an der University of Auckland tätig ist und die Dissertationen von mehreren Masterstudenten und Doktoranden betreute.
Erdmann veröffentlichte über 240 wissenschaftliche Artikel. Er hat auch mehrere Bücher über Rifffische geschrieben, darunter das dreibändige Standardwerk Reef Fishes of the East Indies (2012) in Zusammenarbeit mit Gerald R. Allen, das 2024 in einer zweiten überarbeiteten Auflage erschien, Building effective co-management systems for decentralized protected areas management in Indonesia: Bunaken National Park case study (2004), Reef Fishes of El Nido (2009) mit Gerald R. Allen und A Rapid Marine Biological Assessment of Timor-Leste (2013) mit Candice Mohan. Daneben war er Mitautor, vor allem in Zusammenarbeit mit Allen, bei der Erstbeschreibung von über 180 Fisch- und Fangschreckenkrebsarten.

## Dedikationsnamen
Nach Erdmann sind die Gattung Erdmannichthys Conway et al., 2021 sowie die Arten Apogonichthyoides erdmanni Fraser & Allen, 2011, Atelomycterus erdmanni Fahmi & White, 2015, Eviota erdmanni Tornabene & Greenfield, 2016, Halichoeres erdmanni Randall & Allen, 2010, Hoplolatilus erdmanni Allen, 2007, Meiacanthus erdmanni Smith-Vaniz & Allen, 2011, Opistognathus erdmanni Smith-Vaniz, 2023, Pseudochromis erdmanni Gill & Allen, 2011 und Trimma erdmanni Winterbottom, 2011 benannt.

## Erstbeschreibungen von Mark V. Erdmann
- Acanthoplesiops jessicae Allen, Erdmann & Brooks, 2020
- Acentrogobius cenderawasih Allen & Erdmann, 2012
- Acentrogobius limarius Allen, Erdmann & Hadiaty, 2015
- Amblyglyphidodon flavopurpureus Allen, Erdmann & Drew, 2012
- Amblyglyphidodon silolona Allen, Erdmann & Drew, 2012
- Amblygobius calvatus Allen & Erdmann, 2016
- Amblygobius cheraphilus Allen & Erdmann, 2016
- Apogon tricinctus (Allen & Erdmann, 2012)
- Aspasmichthys alorensis Allen & Erdmann, 2012
- Asterropteryx profunda Allen & Erdmann, 2016
- Callogobius swifti Allen, Erdmann & Brooks, 2020
- Calumia eilperinae Allen & Erdmann, 2010
- Calumia papuensis Allen & Erdmann, 2010
- Cercamia melanogaster Allen, Erdmann & Mahardini, 2015
- Choeroichthys hadiatyae Allen, Erdmann & Hidayat, 2020
- Chorisquilla kroppi Ahyong & Erdmann, 2003
- Chromis albicauda Allen & Erdmann, 2009
- Chromis athena Allen & Erdmann, 2008
- Chromis pacifica Allen & Erdmann, 2020
- Chromis unipa Allen & Erdmann, 2009
- Chromis xouthos Allen & Erdmann, 2005
- Chrysiptera arnazae Allen, Erdmann & Barber, 2010
- Chrysiptera burtjonesi Allen, Erdmann & Cahyani, 2017
- Chrysiptera caesifrons Allen, Erdmann & Kurniasih, 2015
- Chrysiptera ellenae Allen, Erdmann & Cahyani, 2015
- Chrysiptera giti Allen & Erdmann, 2008
- Chrysiptera maurineae Allen, Erdmann & Cahyani, 2015
- Chrysiptera papuensis Allen, Erdmann & Cahyani, 2015
- Chrysiptera uswanasi Allen, Erdmann & Cahyani, 2018
- Cirrhilabrus cenderawasih Allen & Erdmann, 2006
- Cirrhilabrus humanni Allen & Erdmann, 2012
- Cirrhilabrus marinda Allen, Erdmann & Dailami, 2015
- Corythoichthys benedetto Allen & Erdmann, 2008
- Cynoglossus papuensis Allen & Erdmann, 2024
- Discordipinna vibrissa Allen & Erdmann, 2024
- Drombus flavimentus Allen & Erdmann, 2024
- Ecsenius similis Allen & Erdmann, 2024
- Ecsenius springeri Allen, Erdmann & Liu, 2019
- Egglestonichthys rubidus Allen, Erdmann & Brooks, 2020
- Enneapterygius niue Fricke & Erdmann, 2017
- Enneapterygius frickei Allen & Erdmann, 2024
- Eviota amphipora Greenfield & Erdmann, 2020
- Eviota angustifascia Greenfield & Erdmann, 2020
- Eviota flaviarma Greenfield & Erdmann, 2021
- Eviota fluctiphila Greenfield, Erdmann & Mambrasar, 2022
- Eviota gunawanae Greenfield, Tornabene & Erdmann, 2019
- Eviota imitata Greenfield, Tornabene & Erdmann, 2017
- Eviota longirostris Tornabene, Greenfield & Erdmann, 2021
- Eviota maculosa Greenfield, Tornabene & Erdmann, 2018
- Eviota marerubrum Tornabene, Greenfield & Erdmann, 2021
- Eviota marteynae Greenfield & Erdmann, 2020
- Eviota oculineata Tornabene, Greenfield & Erdmann, 2021
- Eviota pamae Allen, Brooks & Erdmann, 2013
- Eviota pictifacies Greenfield & Erdmann, 2017
- Eviota pseudozebrina Tornabene, Greenfield & Erdmann, 2021
- Eviota punyit Tornabene, Valdez, Erdmann & Pezold, 2016
- Eviota santanai Greenfield & Erdmann, 2013
- Eviota taeiae Erdmann, Greenfield & Tornabene, 2023
- Eviota tetha Greenfield & Erdmann, 2014
- Feia seba Allen, Erdmann & Brooks, 2020
- Festucalex rufus Allen & Erdmann, 2015
- Forcipiger wanai Allen, Erdmann & Jones Sbrocco, 2012
- Gobiopsis jackbrooksi Allen, Erdmann & Brooks, 2018
- Gonodactylellus barberi Ahyong & Erdmann, 2007
- Gonodactylellus kandi Ahyong & Erdmann, 2007
- Gonodactylopsis komodoensis Erdmann & Manning, 1998
- Grallenia baliensis Allen & Erdmann, 2012
- Grallenia compta Allen & Erdmann, 2017
- Grallenia dimorpha Allen & Erdmann, 2017
- Grallenia lauensis Allen & Erdmann, 2017
- Grallenia rubrilineata Allen & Erdmann, 2017
- Grallenia solomonensis Allen & Erdmann, 2017
- Gymnothorax longinaris Allen, Erdmann & Sianipar, 2018
- Gymnothorax paucivertebralis Allen, Erdmann & Sianipar, 2018
- Haptosquilla moosai Erdmann & Manning, 1998
- Haptosquilla togianensis Erdmann & Manning, 1998
- Hazeus ammophilus Allen & Erdmann, 2021
- Hazeus profusus Allen & Erdmann, 2021
- Helcogramma atauroensis Fricke & Erdmann, 2017
- Hemiscyllium galei Allen & Erdmann, 2008
- Hemiscyllium halmahera Allen, Erdmann & Dudgeon, 2013
- Hemiscyllium henryi Allen & Erdmann, 2008
- Heteroconger guttatus Allen, Erdmann & Mongdong, 2020
- Heteroconger mercyae Allen & Erdmann, 2009
- Hoplolatilus andamanensis Allen & Erdmann, 2019
- Hoplolatilus randalli Allen, Erdmann & Hamilton, 2010
- Hoplosquilla said Erdmann & Manning, 1998
- Iniistius naevus Allen & Erdmann, 2012
- Istigobius maleta Allen & Erdmann, 2024
- Istigobius murdyi Hoese & Erdmann, 2018
- Kelloggella avaiki Tornabene, Deis & Erdmann, 2017
- Laiphognathus albifrons Allen & Erdmann, 2024
- Lepadichthys akiko Allen & Erdmann, 2012
- Lethrinus mitchelli Allen, Victor & Erdmann, 2021
- Lubricogobius tunicatus Allen & Erdmann, 2016
- Lutjanus indicus Allen, White & Erdmann, 2013
- Lutjanus papuensis Allen, White & Erdmann, 2013
- Lysiosquilloides mapia Erdmann & Boyer, 2003
- Mahidolia paucipora Allen & Erdmann, 2019
- Manonichthys jamali Allen & Erdmann, 2007
- Mortensenenus paulay Ahyong & Erdmann, 2003
- Nannosquilla indonesica Erdmann & Manning, 1998
- Navigobius vittatus Allen, Erdmann & Cahyani, 2015
- Neoglyphidodon mitratus Allen & Erdmann, 2012
- Neopomacentrus australicus Allen & Erdmann, 2024
- Neopomacentrus simulatus Allen & Erdmann, 2024
- Ostorhinchus pallidus Allen & Erdmann, 2017
- Paracheilinus alfiani Allen, Erdmann & Yusmalinda, 2016
- Paracheilinus nursalim Allen & Erdmann, 2008
- Paracheilinus paineorum Allen, Erdmann & Yusmalinda, 2016
- Paracheilinus rennyae Allen, Erdmann & Yusmalinda, 2013
- Paracheilinus walton Allen & Erdmann, 2006
- Paracheilinus xanthocirritus Allen, Erdmann & Yusmalinda, 2016
- Parapercis bimacula Allen & Erdmann, 2012
- Parapercis binotata Allen & Erdmann, 2017
- Parapercis sagma Allen & Erdmann, 2012
- Parvisquilla dominguez Ahyong & Erdmann, 2003
- Pentapodus berryae Allen, Erdmann & Brooks, 2018
- Pentapodus komodoensis Allen & Erdmann, 2012
- Pentapodus numberii Allen & Erdmann, 2009
- Pictichromis caitlinae Allen, Gill & Erdmann, 2008
- Pomacentrus albiaxillaris Allen, Erdmann & Pertiwi, 2017
- Pomacentrus andamanensis Allen, Erdmann & Ningsih, 2020
- Pomacentrus bellipictus Allen, Erdmann & Hidayat, 2018
- Pomacentrus cheraphilus Allen, Erdmann & Hilomen, 2011
- Pomacentrus fakfakensis Allen & Erdmann, 2009
- Pomacentrus flavioculus Allen, Erdmann & Pertiwi, 2017
- Pomacentrus flavoaxillaris Allen, Erdmann & Pertiwi, 2017
- Pomacentrus magniseptus Allen, Erdmann & Pertiwi, 2017
- Pomacentrus nigriradiatus Allen, Erdmann & Pertiwi, 2017
- Priolepis billbrooksi Allen, Erdmann & Brooks, 2018
- Pseudanthias charleneae Allen & Erdmann, 2008
- Pseudanthias mica Allen & Erdmann, 2012
- Pseudochromis ammeri Gill, Allen & Erdmann, 2012
- Pseudochromis eichleri Gill, Allen & Erdmann, 2012
- Pseudochromis jace Allen, Gill & Erdmann, 2008
- Pseudochromis matahari Gill, Erdmann & Allen, 2009
- Pseudochromis oligochrysus Gill, Allen & Erdmann, 2012
- Pseudochromis rutilus Gill, Allen & Erdmann, 2012
- Pseudochromis stellatus Gill, Allen & Erdmann, 2017
- Pseudochromis tigrinus Allen & Erdmann, 2012
- Pseudocoris petila Allen & Erdmann, 2012
- Pseudotrichonotus caeruleoflavus Allen, Erdmann, Suharti & Sianipar, 2017
- Ptereleotris caeruleomarginata Allen, Erdmann & Cahyani, 2012
- Ptereleotris rubristigma Allen, Erdmann & Cahyani, 2012
- Pterocaesio flavifasciata Allen & Erdmann, 2006
- Pterocaesio monikae Allen & Erdmann, 2008
- Pterois andover Allen & Erdmann, 2008
- Pteropsaron longipinnis Allen & Erdmann, 2012
- Pycnochromis howsoni (Allen & Erdmann, 2014)
- Pycnochromis pacifica (Allen & Erdmann, 2020)
- Scorpaenodes bathycolus Allen & Erdmann, 2012
- Siphamia arnazae Allen & Erdmann, 2019
- Siphamia papuensis Gon, Allen, Erdmann & Gouws, 2014
- Sueviota bryozophila Allen, Erdmann & Cahyani, 2016
- Sueviota minersorum Greenfield, Erdmann & Utama, 2019
- Sueviota tubicola Allen & Erdmann, 2017
- Synchiropus tudorjonesi Allen & Erdmann, 2012
- Synodus nigrotaeniatus Allen, Erdmann & Peristiwady, 2017
- Tomiyamichthys emilyae Allen, Erdmann & Utama, 2019
- Tomiyamichthys eyreae Allen, Erdmann & Mongdong, 2020
- Tomiyamichthys gomezi Allen & Erdmann, 2012
- Tomiyamichthys nudus Allen & Erdmann, 2012
- Tomiyamichthys stuarti Allen, Erdmann & Brooks, 2018
- Trimma aturirii Winterbottom, Erdmann & Cahyani, 2015
- Trimma blematium Winterbottom & Erdmann, 2018
- Trimma helenae Winterbottom, Erdmann & Cahyani, 2014
- Trimma kardium Winterbottom, Erdmann & Cahyani, 2015
- Trimma meityae Winterbottom & Erdmann, 2018
- Trimma meranyx Winterbotton, Erdmann & Dita Cahyani, 2014
- Trimma pajama Winterbotton, Erdmann & Dita Cahyani, 2014
- Trimma putrai Winterbottom, Erdmann & Mambrasar, 2019
- Trimma trioculatum Winterbottom, Erdmann & Cahyani, 2015
- Trimma wangunui Winterbottom & Erdmann, 2019
- Trimma zurae Winterbotton, Erdmann & Dita Cahyani, 2014
- Tryssogobius sarah Allen & Erdmann, 2012
- Vanderhorstia dawnarnallae Allen, Erdmann & Mongdong, 2019
- Vanderhorstia lepidobucca Allen, Peristiwady & Erdmann, 2014
- Vanderhorstia vandersteene Allen, Erdmann & Brooks, 2020
- Vanderhorstia wayag Allen & Erdmann, 2012